# La Croix-de-la-Rochette
La Croix-de-la-Rochette és un municipi francès situat al departament de la Savoia i a la regió d'Alvèrnia-Roine-Alps. L'any 2007 tenia 248 habitants.

## Demografia

### Població
El 2007 la població de fet de La Croix-de-la-Rochette era de 248 persones. Hi havia 89 famílies de les quals 19 eren unipersonals (4 homes vivint sols i 15 dones vivint soles), 19 parelles sense fills, 43 parelles amb fills i 8 famílies monoparentals amb fills.
La població ha evolucionat segons el següent gràfic:
Habitants censats

### Habitatges
El 2007 hi havia 114 habitatges, 93 eren l'habitatge principal de la família, 11 eren segones residències i 10 estaven desocupats. 105 eren cases i 9 eren apartaments. Dels 93 habitatges principals, 78 estaven ocupats pels seus propietaris, 11 estaven llogats i ocupats pels llogaters i 4 estaven cedits a títol gratuït; 4 tenien dues cambres, 18 en tenien tres, 32 en tenien quatre i 39 en tenien cinc o més. 77 habitatges disposaven pel capbaix d'una plaça de pàrquing. A 30 habitatges hi havia un automòbil i a 55 n'hi havia dos o més.

### Piràmide de població
La piràmide de població per edats i sexe el 2009 era:
| Homes | Edats   | Dones |
| ----- | ------- | ----- |
| 0     | 95 o +  | 0     |
| 0     | 90 a 94 | 0     |
| 0     | 85 a 89 | 0     |
| 0     | 80 a 84 | 0     |
| 4     | 75 a 79 | 4     |
| 4     | 70 a 74 | 8     |
| 4     | 65 a 69 | 0     |
| 4     | 60 a 64 | 8     |
| 4     | 55 a 59 | 4     |
| 4     | 50 a 54 | 8     |
| 24    | 45 a 49 | 12    |
| 4     | 40 a 44 | 12    |
| 4     | 35 a 39 | 4     |
| 4     | 30 a 34 | 0     |
| 4     | 25 a 29 | 0     |
| 20    | 20 a 24 | 0     |
| 8     | 15 a 19 | 12    |
| 0     | 10 a 14 | 4     |
| 0     | 5 a 9   | 4     |
| 0     | 0 a 4   | 0     |

## Economia
El 2007 la població en edat de treballar era de 163 persones, 124 eren actives i 39 eren inactives. De les 124 persones actives 120 estaven ocupades (65 homes i 55 dones) i 4 estaven aturades (2 homes i 2 dones). De les 39 persones inactives 16 estaven jubilades, 16 estaven estudiant i 7 estaven classificades com a «altres inactius».

### Ingressos
El 2009 a La Croix-de-la-Rochette hi havia 104 unitats fiscals que integraven 278,5 persones, la mediana anual d'ingressos fiscals per persona era de 19.310 €.

### Activitats econòmiques
Dels 16 establiments que hi havia el 2007, 1 era d'una empresa alimentària, 4 d'empreses de fabricació d'altres productes industrials, 2 d'empreses de construcció, 5 d'empreses de comerç i reparació d'automòbils, 1 d'una empresa de transport, 1 d'una empresa d'informació i comunicació i 2 d'empreses de serveis.
Dels 4 establiments de servei als particulars que hi havia el 2009, 2 eren tallers de reparació d'automòbils i de material agrícola i 2 fusteries.
Dels 2 establiments comercials que hi havia el 2009, 1 era un supermercat i 1 un drogueria.
L'any 2000 a La Croix-de-la-Rochette hi havia 4 explotacions agrícoles.

## Poblacions més properes
El següent diagrama mostra les poblacions més properes.